# Лапорє (Велике Лаще)
Лапорє (словен. Laporje) — поселення в общині Велике Лаще, Осреднєсловенський регіон, Словенія. 
Висота над рівнем моря: 536,8 м.